# Футбол на літніх Олімпійських іграх 1924/Нідерланди
Збірна Нідерландів з футболу взяла участь у літніх Олімпійських іграх 1924 вчетверте за свою історію.

## Огляд
Збірна Нідерландів провела свій перший матч проти Румунії. Здобувши переконливу перемогу з рахунком 6:0, команда вийшла до чвертьфіналу, де зустрілась зі збірною Ірландії. Цей матч нідерландська команда також виграла — цього разу з рахунком 2:1 у додатковий час; ця перемога вивела її до півфіналу на збірну Уругваю. Ця південноамериканська збірна стала головною сенсацією турніру, легко розправляючись із суперниками; проте Нідерланди створили їй чимало труднощів — вони тривалий час вели в рахунку. Лише після суперечливого пенальті, призначеного «за гру рукою» ван Лінґе, рахунок став 2:1 на користь уругвайців і не змінився до кінця зустрічі. У втішному фіналі команда зіграла проти Швеції, яка в іншому півфіналі програла Швейцарії. Перший матч завершився нічиєю 1:1, а в переграванні наступного дня Нідерланди поступились 1:3.

## Результати

### Перший раунд
| 27 травня 1924 16:00 UTC+1 |

| Нідерланди                                                | 6:0        | Румунія |
| --------------------------------------------------------- | ---------- | ------- |
| Гурґроньє 8' Пейл 32', 52', 66', 68' де Натріс 69' (пен.) | (Протокол) |         |

| Олімпійський стадіон Коломб, Коломб Глядачів: 1 840 Арбітр: Фелікс Ерран |

### Чвертьфінал
| 2 червня 1924 17:00 UTC+1 |

| Нідерланди        | 2:1 (дч)   | Ірландія    |
| ----------------- | ---------- | ----------- |
| Форменой 7', 104' | (Протокол) | 33' Фаррелл |

| Стад де Парі, Сент-Уан Глядачів: 1 506 Арбітр: Гайнріх Речурі |

### Півфінал
| 6 червня 1924 17:00 UTC+1 |

| Нідерланди | 1:2        | Уругвай                    |
| ---------- | ---------- | -------------------------- |
| Пейл 32'   | (Протокол) | 62' Сеа 81' (пен.) Скароне |

| Олімпійський стадіон Коломб, Коломб Глядачів: 7 088 Арбітр: Жорж Валла |

### Матч за 3-тє місце
| 8 червня 1924 16:00 UTC+1 |

| Нідерланди  | 1:1 (дч)   | Швеція        |
| ----------- | ---------- | ------------- |
| Лє Февр 77' | (Протокол) | 44' Кауфельдт |

| Олімпійський стадіон Коломб, Коломб Глядачів: 9 915 Арбітр: Гайнріх Речурі |

#### Перегравання
| 9 червня 1924 14:30 UTC+1 |

| Нідерланди          | 1:3        | Швеція                         |
| ------------------- | ---------- | ------------------------------ |
| Форменой 43' (пен.) | (Протокол) | 34', 77' Рюделль 42' Лундквіст |

| Олімпійський стадіон Коломб, Коломб Глядачів: 40 522 Арбітр: Юссуф Мохамед |

## Склад
| №               | Гравець                 | Клуб (у 1924) | Дата народження   | Вік      | Ігор     | Голів    |          |
| Воротарі        | Воротарі                | Воротарі      | Воротарі          | Воротарі | Воротарі | Воротарі | Воротарі |
| --------------- | ----------------------- | ------------- | ----------------- | -------- | -------- | -------- | -------- |
|                 | Ян де Бур               | Аякс          | 29 серпня 1898    | 25       | 0        | −0       |          |
|                 | Хейюс ван дер Мелен     | Гарлем        | 23 січня 1903     | 21       | 5        | −7       |          |
| Захисники       |                         |               |                   |          |          |          |          |
|                 | Гаррі Деніс             | АДО Ден Гаг   | 28 серпня 1896    | 27       | 5        | 0        |          |
|                 | Ганс Тетцнер            | Бе Квік 1887  | 9 червня 1898     | 25       | 3        | 0        |          |
|                 | Бен Вервей              | Гарлем        | 31 серпня 1895    | 28       | 1        | 0        |          |
| Півзахисники    |                         |               |                   |          |          |          |          |
|                 | Херріт Горстен          | Віллем II     | 16 квітня 1900    | 24       | 3        | 0        |          |
|                 | Пеер Кром               | Гілверсум     | 10 березня 1898   | 26       | 3        | 0        |          |
|                 | Еверт ван Лінґе         | Бе Квік 1887  | 19 листопада 1895 | 28       | 3        | 0        |          |
|                 | Ян Остгук               | Спарта        | 5 березня 1898    | 26       | 2        | 0        |          |
|                 | Андре Лє Февр           | СВ Кампонг    | 12 грудня 1898    | 25       | 5        | 1        |          |
| Нападники       |                         |               |                   |          |          |          |          |
|                 | Йоп тер Беек            | НАК Бреда     | 1 червня 1901     | 22       | 1        | 0        |          |
|                 | Клаас Бреевер           | Гарлем        | 25 листопада 1901 | 22       | 1        | 0        |          |
|                 | Бер Ґросйоган           | ФОК           | 16 червня 1897    | 26       | 3        | 0        |          |
|                 | Луіс Лаш                | АДО Ден Гаг   | ?                 | ?        | 0        | 0        |          |
|                 | Ян де Натріс            | Аякс          | 13 листопада 1895 | 28       | 4        | 1        |          |
|                 | Кеес Пейл               | Феєноорд      | 9 червня 1897     | 26       | 2        | 5        |          |
|                 | Генк Роомберг           | Спарта        | ?                 | ?        | 0        | 0        |          |
|                 | Дік Сіґмонд             | Дордрехт      | 22 травня 1897    | 27       | 2        | 0        |          |
|                 | Альберт Снаук Гурґроньє | ГВВ           | 30 травня 1902    | 21       | 3        | 1        |          |
|                 | Генк Ферметтен          | ГБС           | 19 серпня 1895    | 28       | 2        | 0        |          |
|                 | Херріт Фіссер           | Стормфогелс   | 2 лютого 1903     | 21       | 4        | 0        |          |
|                 | Оккі Форменой           | Спарта        | 16 березня 1899   | 25       | 4        | 0        |          |
| Головний тренер |                         |               |                   |          |          |          |          |
| Англія          | Вільям Таунлі           |               | 14 лютого 1866    | 58       |          |          |          |
|                 |                         |               |                   |          |          |          |          |

| Гравців національного чемпіонату: | Гравців національного чемпіонату:                                                           | 22    |
|                                   | Гарлем, Спарта                                                                              | по 3  |
|                                   | АДО Ден Гаг, Аякс, Бе Квік 1887                                                             | по 2  |
|                                   | НАК Бреда, Віллем II, ГБС, ГВВ, Гілверсум, Дордрехт, СВ Кампонг, Стормфогелс, Феєноорд, ФОК | по 1  |
| Легіонерів:                       | Легіонерів:                                                                                 | немає |